# إمي نفاست
إمي نفاست هي قرية أمازيغية مغربية وجماعة قروية وسط غربي المغرب. تنتمي إمي نفاست لإقليم سيدي إفني على الساحل الأطلسي. تضم هذه الجماعة القروية 2.781 نسمة (إحصاء رسمي 2004).